# Chakkit Laptrakul
Chakkit Laptrakul (sinh ngày 2 tháng 12 năm 1994) là một cầu thủ bóng đá người Thái Lan.

## Sự nghiệp câu lạc bộ
Chakkit Laptrakul hiện đang chơi cho Tokushima Vortis.